# Tranvia Iseo-Rovato-Chiari
La tranvia Iseo-Rovato-Chiari, nota anche come Guidovia Iseo-Rovato-Chiari, era una linea tranviaria franciacortina che, a cavallo dei secoli XIX e XX, univa Iseo a Rovato e Chiari.

## Storia

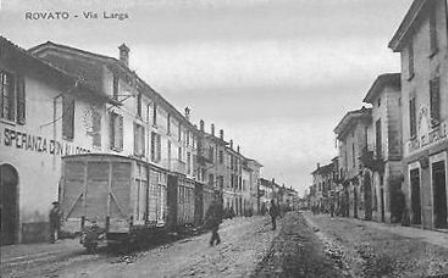
Carri tranviari in via Larga, a Rovato

Negli anni Settanta e Ottanta dell'Ottocento negli ambienti dell'amministrazione provinciale si discusse l'opportunità di costruire la ferrovia per Iseo considerando le alternative di una tranvia fra la città sebina e Brescia oppure di una ferrovia fra Iseo e Rovato, da secoli mercato di sbocco dei prodotti della Valcamonica.
Dopo l'inizio dei lavori della Brescia-Iseo, la Deputazione provinciale bresciana diede il proprio assenso a favorire la costruzione di una tranvia che collegasse la città iseana a Rovato e Orzinuovi. Nel 1888 furono finanziati i lavori a Torbiato per addolcire la pendenza della strada provinciale al fine di favorire l'installazione di binari. Nel luglio dell'anno successivo fu costituito il Comitato Promotore per la Guidovia a vapore Iseo-Rovato-Chiari con lo scopo di assumere la concessione di quel tracciato.
Il comitato riuniva notabili appartenenti ai tre comuni coinvolti dal progetto. Agli inizi del 1891, centoventi azionisti di Chiari abbandonarono l'iniziativa contestando l'allacciamento della tranvia alla stazione di Rovato sulla ferrovia Milano-Venezia, il quale sarebbe andato a discapito della stazione a servizio di quel paese posta sulla stessa linea ferroviaria.
Nel 1893 il presidente del Comitato, Pietro Rossetti, presentò alla Deputazione un progetto di tranvia tra Iseo e Rovato stazione. Il consiglio provinciale nel settembre deliberò la sistemazione delle strade coinvolte dal tracciato. Il 20 novembre il comune di Chiari, assieme a quello di Coccaglio, riannodò i legami con il comitato riproponendo l'allungamento del tracciato.
Il 24 febbraio 1895 fu costituita la Società Anonima della Guidovia a Vapore Iseo-Rovato-Chiari. Il 13 maggio dell'anno dopo fu stipulata la convenzione fra Deputazione e Società Anonima, la quale si basava sul modello del Capitolato Generale per la concessione di Guidovie lungo le strade della Provincia di Brescia emesso nel 1878. La concessione sarebbe durata cinquant'anni.
Il 26 novembre 1897 fu avviato l'esercizio provvisorio sulla Rovato-Iseo, mentre per la Rovato-Chiari si dovette attendere il 25 settembre 1898.

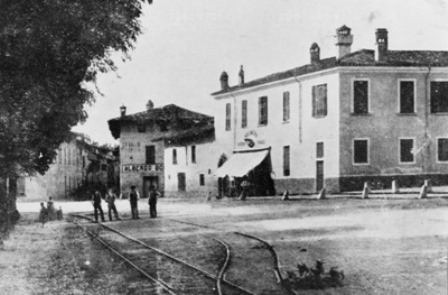
La stazione di Coccaglio in piazza Vittorio Emanuele II

Negli anni successivi la tranvia non si dimostrò un buon affare per la Società Anonima, dato che gli spazi commerciali della linea erano limitati dalla concorrenza della Brescia-Iseo e della Palazzolo-Paratico; furono innumerevoli i ricorsi ai sussidi della Provincia per il suo mantenimento. L'apertura della ferrovia Iseo-Rovato, avvenuta nel 1911, apparentemente non fu decisiva, perché la situazione era critica da parecchi anni.
In occasione dell'Esposizione agricola industriale di Rovato, tenutasi nel 1913, la Società Anonima organizzò quattro coppie di corse speciali Iseo-Rovato-Chiari.
Il 15 settembre fu convocata l'assemblea straordinaria della Società Anonima che ne deliberò lo scioglimento anticipato. L'esercizio della guidovia ebbe termine il 31 dicembre 1915. Il binario fu disarmato nei primi mesi dell'anno seguente e la caparra, versata a suo tempo dalla Società Anonima alla Deputazione, fu restituita nel luglio 1917.
Il servizio sulla linea a cavalli Rovato-Rovato Stazione fu mantenuto per qualche mese grazie a una proroga fra la Società Anonima e l'amministrazione comunale: terminò il 15 luglio 1916.

## Caratteristiche
| Unknown route-map component "uexKBHFa" |

| Unknown route-map component "uexKDSTaq" | Unknown route-map component "uexABZg+r" |  |  |  |

| Unknown route-map component "uexHST" |

| Unknown route-map component "uexHST" |

| Unknown route-map component "uexHST" |

| Unknown route-map component "uexHST" |

| Unknown route-map component "uexBHF" |

| Unknown route-map component "uexHST" |

| Unknown route-map component "uexHST" |

| Unknown route-map component "uexHST" |

| Unknown route-map component "uexBHF" |

|  | Unused straight waterway |  | Continuation backward |  |

|  | Unknown route-map component "uexABZgl" | Unknown route-map component "uexKBHFeq" | Station on track |  |

| Unknown route-map component "uexHST" |  | Straight track |

| Unknown route-map component "uexBHF" |  | Straight track |

| Unknown route-map component "CONTgq" | Unknown route-map component "uxmKRZ" | Station on transverse track | Unknown route-map component "ABZgr" |  |

|  | Unknown route-map component "uexSTRl" | Unused transverse waterway | Unknown route-map component "emKRZ" | Unknown route-map component "uexSTR+r" |

|  |  |  | Station on track | Unknown route-map component "uexKBHFe" |

|  |  |  | Continuation forward |

La tranvia era binario singolo con scartamento ridotto di 950 mm; per l'armamento furono impiegate rotaie Vignoles da 17 kg/m.
Stando a quanto stabilito dalla concessione rilasciata dalla provincia, la linea doveva occupare al massimo 2,4 metri di carreggiata, lasciando a disposizione del traffico ordinario altri cinque metri.
L'esercizio era affidato a treni trainati da locomotive tranviarie a vapore, eccezion fatta per la tratta di collegamento con la stazione di Rovato.

### Percorso

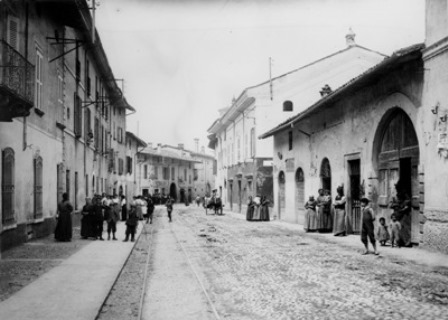
Binario tranviario a Coccaglio, in via Brescia

La linea tranviaria percorreva grosso modo quella che in seguito divenne strada provinciale XI Iseo-Rovato.
A Iseo, la stazione tranviaria era posta lungo la via per Rovato ed ebbe la caratteristica di essere l'unica dotata di fabbricato viaggiatori. Dalla cittadina sebina, la tranvia proseguiva in direzione del Crocevia per Clusane, nei cui pressi sorgeva la prima fermata. Proseguendo il tracciato in direzione di Rovato, la linea attraversava il centro di Timoline, dove era posta un'ulteriore fermata. Le fermate successive erano invece poste all'altezza degli incroci corrispondenti per Borgonato, Torbiato, Calino, Pedergnano e Villa d'Erbusco. Torbiato era dotata di un binario per gli incroci, mentre tutte le altre erano fermate in piena linea.
La stazione tranviaria di Rovato era posta all'interno del centro abitato del paese. Da questa si distaccava la diramazione a trazione equina diretta alla stazione ferroviaria dove si incontrano le linee Bergamo-Brescia e Milano-Venezia.
Da Rovato, il tracciato principale s'immetteva sull'ex strada statale 11 Padana Superiore in direzione di Coccaglio, che a sua volta era dotato di una stazione. Da questa cittadina, la tranvia percorreva la strada in direzione di Chiari, dove la stazione terminale si trovava nei pressi dell'attuale stazione ferroviaria.

## Materiale rotabile

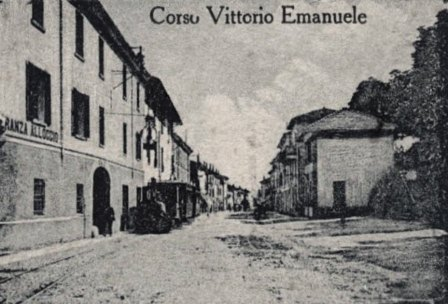
Rovato, tram in centro

Su progetto dell'Ingegnere Baradelli di Torino furono costruite delle locomotive a vapore a scartamento ridotto da 950 mm specifiche per questa linea tranviaria. Tali unità erano a due assi accoppiati ed erano dotate di tender. La loro lunghezza era di 5,4 metri, mentre l'altezza dal piano del ferro era di 3,3 m.
Risultano inoltre in servizio sulla tranvia due locomotive cabinate, costruite nel 1897, lunghe 4,63 m e capaci di 25 km/h presso la quale erano numerate 1-2.